# Wali (islam)

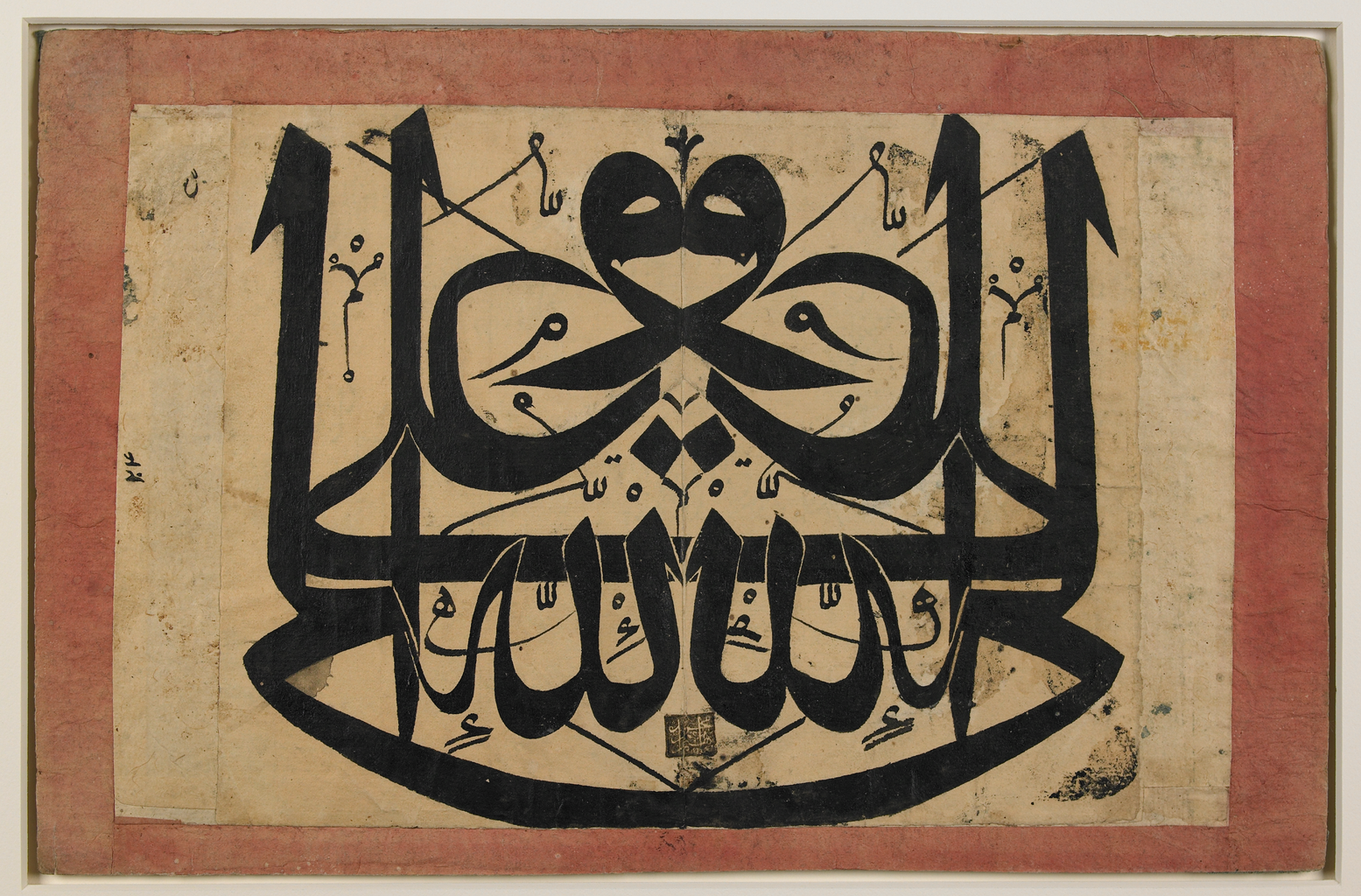
Alevitische kalligrafie "Ali is de Wali van God"

Wali (Arabisch: ولي, Turks: veli, meervoud ʾawliyāʾ أولياء of evliya in het Turks) is een Arabisch woord met de betekenis "bewaker", "beschermer", "helper", enz. Een wali is iemand met walaya of wilaya (Turks: velayet) (autoriteit of voogdij) over iemand anders. Volgens fiqh (islamitische jurisprudentie) is een vader bijvoorbeeld de wali van zijn kinderen, in het bijzonder voor zijn dochters bij het huwelijk.
In de islam kan de zin ولي الله walī allāh (Turks: veliyullah) gebruikt worden om iemand aan te wijzen als de "autoriteit van God" of "vriend van God":
Voorwaar, jullie helpers (wali) zijn Allah en Zijn Boodschapper en degenen die geloven, de salat verrichten en de zakat geven terwijl zij buigen.
- Koran, soera 5 (Al-Ma'ida), vers 55

Aanhangers van het sjiisme, alevitisme, bektashisme en vele soefistromingen geloven dat dit een van de vele verzen is die verwijzen naar het neefje en schoonzoon van Mohammed, Ali ibn Aboe Talib. Volgens islamitische overleveringen zou Ali de enige zijn die tijdens het gebed zakat of aalmoes gaf (hij zou zijn ring hebben afgestaan aan een bedelaar die het gebedshuis binnenkwam lopen en direct daarna zou dit vers zijn geopenbaard). Zij erkennen de "walayah" (leiderschap) van Ali en geloven dat God hem heeft aangewezen als opvolger van Mohammed als kalief en als de eerste imam van de Twaalf Imams (zoals de voorgaande profeten Mozes en Jezus hun 12 apostelen, Ismaël 12 stamvorsten en Jakob zijn 12 zonen gehad zou hebben).
De geloofsbelijdenis van sjiitische en alevitische moslims luidt: La ilahe ilallah, Muhammedden Rasulullah, Aliyyen Wali'ullah / Veliyullah (Er is geen andere god dan God, Mohammed is Zijn boodschapper, Ali is Zijn wali).

## Andere meningen
De Arabische benaming wali (Arabisch ولي, meervoud Awliyā' أولياء) wordt ook wel vertaald als heilige. Maar de wali in de islam moet niet verward worden met de christelijke heilige. De vooraanstaande geleerde uit de soennitische traditie Ahmad ibn Muhammad al-Tahawi schreef in zijn boek Al-Aqidah At-Tahawiya:
We geven aan geen van de heilige mannen van de Ummah de voorkeur boven een Profeet maar we zeggen liever dat elke Profeet beter is dan alle awliya' samen. We geloven in wat we weten van Karamat, de wonderen van de awliya' en in verhalen over hen uit betrouwbare bronnen.
Anders dan een profeet of boodschapper kan een wali ook een  vrouw zijn. Een bekende vrouwelijke heilige is Rabi`a al-Adawiyya. Vaak wordt binnen de islam Ali ibn Aboe Talib, de neef of de profeet Mohammed als de heilige der heiligen genoemd. De meeste gemeenschappen van de soefi's, de Tarikahs (ordes), komen voort uit zijn leerstellingen. In het soefisme worden de awliyā' gezien als meesters in de kunst van de geestelijke zuivering. Veel moslims bewonderen de Hadrat (letterlijk Aanwezigheid, een titel van heiligen). Onderzoekers hebben overeenkomsten gevonden tussen de verering van soefigrootheden en christelijke heiligen. In sommige islamitische landen bestaan heiligdommen bij de graven van soefi-heiligen, waar feestdagen in ere worden gehouden op de sterfdagen, en een traditie van wonderen.